# Hedera canariensis
La hiedra de Canarias (Hedera canariensis) es una especie de trepadora de hoja perenne perteneciente a la familia de las araliáceas.  

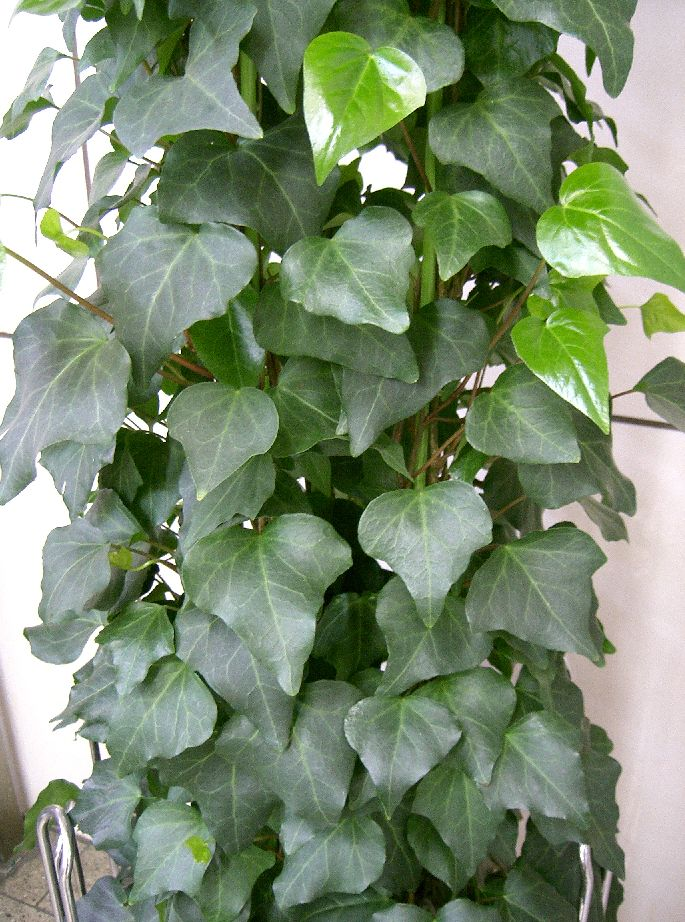
Vista de la planta

## Descripción
H.canariensis es una especie nativa de las islas Canarias. Se trata de una planta trepadora, leñosa, con hojas más o menos enteras, suborbiculares y cordiformes en las ramas fértiles y más o menos lobuladas en las ramas estériles, algo carnosas y brillantes. Relacionada con Hedera helix L., de la que algunos autores han considerado subespecie. Es angiosperma.

## Taxonomía
Hedera canariensis fue descrita por Carl Ludwig Willdenow y publicado en Der Gesellschaft Naturforschender Freunde zu Berlin Magazin für die neuesten Entdeckungen in der Gesammten Naturkunde 4: 261. 1830.
Citología
Número de cromosomas de Hedera canariensis (Fam. Araliaceae) y táxones infraespecíficos: 2n=96.
Etimología
Hedera: nombre genérico latíno dado a la hiedra.
canariensis: epíteto geográfico que alude a su localización en las Islas Canarias.
Sinonimia
- Hedera grandifolia Hibberd
- Hedera grandifolia var. pallida Hibberd
- Hedera grandifolia var. viridis Hibberd
- Hedera helix var. canariensis (Willd.) DC.
- Hedera helix subsp. canariensis (Willd.) Cout.
- Hedera sevillana Sprenger
- Hedera viridis (Hibberd) G.Nicholson[3]